# USS Greeneville (SSN-772)
Lo USS Greeneville (hull classification symbol SSN-772) è un sottomarino nucleare di classe Los Angeles, prima nave della Marina degli Stati Uniti a prendere il nome dalla città di Greeneville, Tennessee.
Il contratto di costruzione venne assegnato alla Newport News Shipbuilding and Dry Dock Company di Newport News, (Virginia) il 14 dicembre 1988 e l'impostazione della chiglia avvenne il 28 febbraio 1992. Il varo avvenne il 17 settembre 1994 sotto il patrocinio della signora Tipper Gore, moglie del Vicepresidente degli Stati Uniti d'America Al Gore e quindi Second Lady.

## Nome
Il sottomarino prende il nome da Greeneville, Tennessee, casa natale del diciassettesimo presidente degli Stati Uniti Andrew Johnson, dopo che residenti locali, funzionari governativi e aziende come la Greeneville Metal Manufacturing (che costruisce componenti sottomarini) iniziarono una campagna per un sottomarino che prendesse il nome dalla loro città, piuttosto che una grande area metropolitana.

## Storia
Lo USS Greeneville entrò in servizio il 16 febbraio 1996.
Il 22 luglio 1998, lo USS Greeneville lasciò la stazione navale di Pearl Harbor per il suo primo dispiegamento nel Pacifico occidentale. Durante questo periodo fece scalo dal 31 luglio al 1 agosto a Yokosuka, in Giappone. Il 6 settembre, il sottomarino d'attacco di classe Los Angeles-Improved approdò a Jinhae-gu, nella Repubblica di Corea, per una breve visita al porto. Il 14 settembre, la USS Greeneville entrò a Port Klang, in Malaysia, per eseguire una breve visita di cinque giorni a Kuala Lumpur. Successivamente, dal 27 settembre al 12 ottobre, fece scalo a Sasebo, in Giappone. Il 13 ottobre, il Greeneville arrivò di nuovo a a Jinhae-gu, per uno scalo in porto di sei giorni per partecipare all'annuale International Fleet Review. In seguito fece scali alla base navale di Yokosuka dal 22 ottobre al 4 novembre e dal 14 al 19 novembre. Il 23 dicembre, lo USS Greeneville entrò nel porto di Apra, Guam, per uno scalo di 10 giorni. L'8 gennaio 1999 il Greeneville ancorò al largo della costa di Noumea, in Nuova Caledonia, per una visita al porto di cinque giorni. Il 22 gennaio il sottomarino ritornò a Pearl Harbor concludendo così il suo primo dispiegamento.
Il 22 novembre 1999, lo USS Greeneville entrò nell'NSB Point Loma per uno scalo in porto di una settimana dopo aver partecipato all'esercitazione congiunta della flotta tattica della USS John C. Stennis BG (JTFEX), al largo della costa della California meridionale, dal 6 novembre al 22. Il 9 dicembre, il Greeneville arrivò a Victoria, Columbia Britannica, per eseguire una visita al porto di quattro giorni. Successivamente tornò al porto di base dopo un periodo di sei settimane il 20 dicembre.

### Incidente con ilEhime Maru

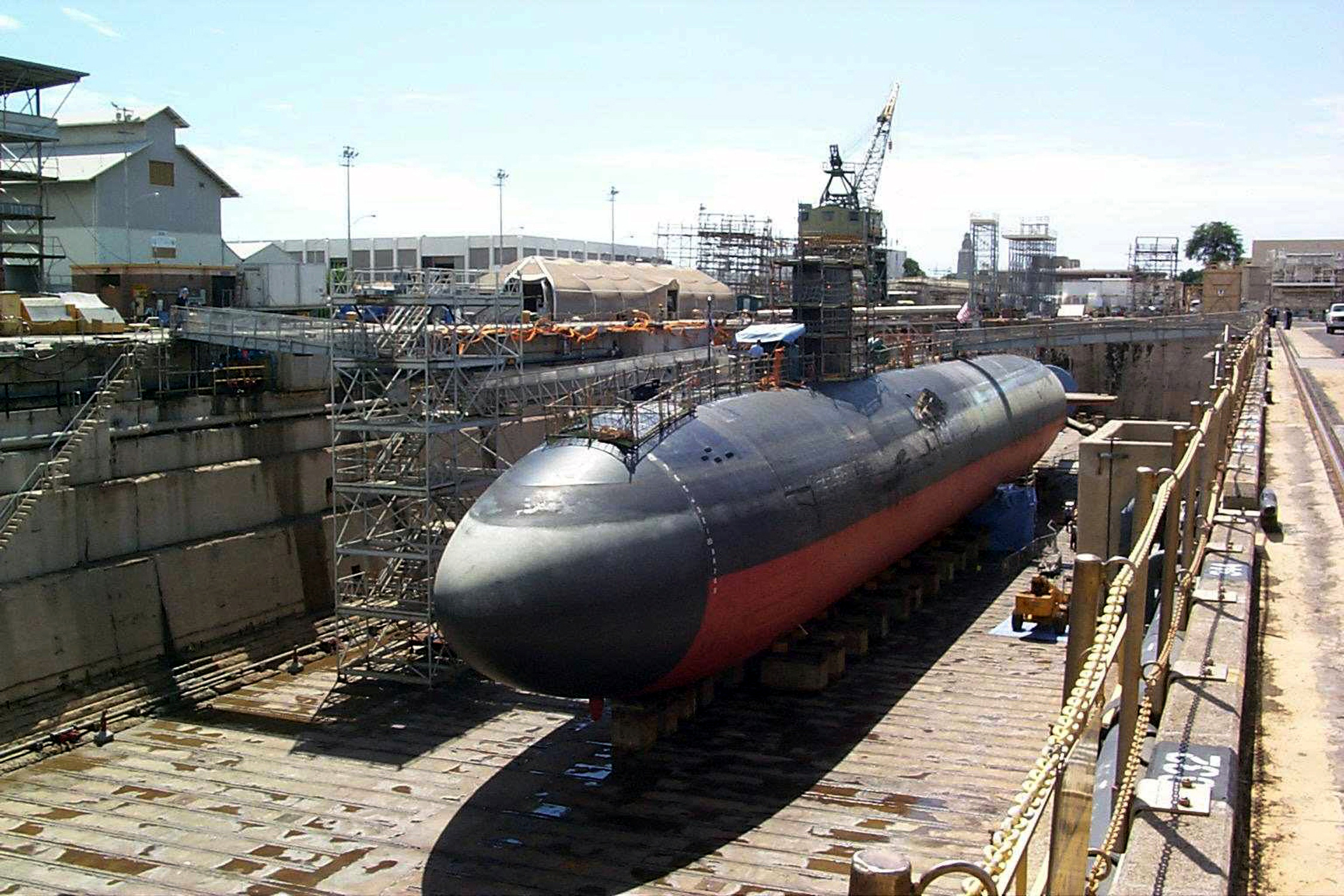
Lo USS Greeneville in un bacino di carenaggio hawaiano nel febbraio 2001

Il 9 febbraio 2001, mentre ospitava a bordo diversi "visitatori illustri" civili al largo della costa di Oahu, il Greeneville colpì una nave scuola giapponese della scuola superiore di pesca da 58 metri, il Ehime Maru (えひめ丸), facendola affondare in meno di dieci minuti provocando la morte di nove membri dell'equipaggio, tra cui quattro studenti delle scuole superiori. Il comandante del Greeneville, il comandante Scott Waddle, si assunse la piena responsabilità dell'incidente. Tuttavia, dopo aver affrontato una corte d'inchiesta, venne deciso che una corte marziale completa non sarebbe stata necessaria e si optò per una punizione extragiudiziale. La richiesta di dimissioni del comandante Waddle venne approvata per il 1º ottobre 2001 con congedo con onore.

### Incidente di Saipan
Il 27 agosto 2001, il Greeneville si incagliò mentre entrava nel porto di Saipan durante uno schieramento di routine nel Pacifico occidentale. La parte inferiore, il timone e il treno di propulsione della barca subirono lievi danni. Le riparazioni richiesero un bacino di carenaggio e un ritardo significativo nel resto del suo dispiegamento. L'ufficiale in comando della barca, il comandante David Bogdan, venne sollevato dal comando e anche il navigatore e l'assistente navigatore vennero rimossi dai loro compiti. Inoltre, il navigatore e l'ufficiale esecutivo del sottomarino, il tenente comandante Gerald Pfieffer, furono giudicati colpevoli di "aver messo a rischio una nave" durante un'asta dell'ammiraglio, condotta dal contrammiraglio Joseph Enright, comandante del Submarine Group Seven.

### Collisione con lo USSOgden
Il 27 gennaio 2002, meno di un anno dopo la collisione con la nave scuola giapponese e cinque mesi dopo essersi incagliata, il Greeneville entrò in collisione con la USS Ogden durante un trasferimento di personale al largo delle coste dell'Oman, aprendo varco di un 130 per 460 mm in uno dei serbatoi del carburante della Ogden e la fuoriuscita di diverse migliaia di galloni di carburante. Dopo la collisione, entrambe le navi lasciarono l'area con le proprie forze.
In seguito alle indagini riguardanti la collisione con la Ogden, al comandante Lindsay R. Hankins fu permesso di rimanere al comando del Greeneville. Nonostante il fatto che l'ufficiale in comando dell'Ogden fosse stato licenziato, Hankins continuò a fare un tour di comando di successo. Il capitano Hankins ricevette il Vice Admiral James Bond Stockdale Award for Inspirational Leadership. Il tenente comandante Pyle ricevette inoltre l'onore di ricevere il premio John Paul Jones, che riconosce la leadership eccezionale.

### Ritorno in servizio
Il 3 settembre 2003, la USS Greeneville lasciò la stazione navale di Pearl Harbor per uno schieramento programmato, con l'Expeditionary Strike Group (ESG) 1 della USS Peleliu, a sostegno della guerra globale al terrorismo. Il 19 settembre, il Greeneville ormeggiò alla base navale di Changi, Singapore, per uno scalo in porto di tre giorni. Successivamente dal 3 al 6 ottobre eseguì uno scalo al porto di Jebel Ali, negli Emirati Arabi Uniti. Il 19 ottobre il sottomarino entrò nel porto di Apra, Guam, per eseguire un ciclo di manutenzione di tre settimane e un carico ASDS. In seguito partecipò all'esercitazione Piranha Fury 04-1 dal 9 al 12 novembre e dal 16 novembre al 4 dicembre. Dopo l'esercitazione tornò a Guam dal 12 al 16 novembre e dal 4 al 14 dicembre. Il 23 dicembre, lo USS Greeneville arrivò a Garden Island, in Australia, per una visita di sei giorni al porto di Perth. Successivamente tra il 9 e 19 gennaio 2004 eseguì una breve sosta a Gibuti. Il 9 febbraio il sottomarino a propulsione nucleare tornò di nuovo nel porto di Apra per 10 giorni di libertà e riparazioni di viaggio. Il 27 febbraio, lo USS Greeneville tornò al porto di origine dopo un dispiegamento di sei mesi nelle aree di responsabilità (AoR) della 5ª e 7ª flotta degli Stati Uniti.
Tra il 25 e il 27 marzo 2006, si svolsero una serie di esercitazioni di guerra antisommergibile nelle acque hawaiane che includevano il Greeneville, il Carrier Strike Group 9; i sottomarini d'attacco a propulsione nucleare Seawolf, Cheyenne, Tucson e Pasadena, nonché gli aerei terrestri P-3 Orion degli squadroni di pattugliamento marittimo VP-4, VP-9 e VP-47.
Il 10 settembre 2010 lo USS Greeneville lasciò la base congiunta di Pearl Harbor-Hickam per eseguire uno schieramento programmato nel Pacifico occidentale. Il 21 settembre il sottomarino arrivò alla base navale della Repubblica di Corea a Jinhae-gu per una visita programmata al porto. L'11 marzo 2011 lo USS Greeneville tornò al porto di origine dopo un dispiegamento durato sei mesi.